# Theloderma phrynoderma
Espèce
Synonymes
- Phrynoderma asperum  Boulenger, 1893 nec Boulenger, 1886
- Rhacophorus phrynoderma Ahl, 1927

Statut de conservation UICN

 LC  : Préoccupation mineure
Theloderma phrynoderma est une espèce d'amphibiens de la famille des Rhacophoridae.

## Répartition
Cette espèce est endémique de Birmanie. Elle se rencontre dans le nord de l'État Karen et dans la région de Tanintharyi.

## Description
Theloderma phrynoderma mesure environ 45 mm. Son dos est gris olivâtre sombre. Son ventre est brun noirâtre avec des taches blanchâtres.

## Publications originales
- Ahl, 1927 : Zur Systematik der asiatischen Arten der Froschgattung Rhacophorus. Sitzungsberichte der Gesellschaft Naturforschender Freunde zu Berlin, p. 35-47.
- Boulenger, 1893 : Concluding report on the reptiles and batrachians obtained in Burma by Signor L. Fea, dealing with the collection made in Pegu and the Karin Hills in 1887–88. Annali del Museo Civico di Storia Naturale di Genova, sér. 2, vol. 13, p. 304–347 (texte intégral).